# Mimoides microdamas
Espèce
Mimoides microdamas est une espèce d'insectes lépidoptères (papillons) qui appartient à la famille des Papilionidae, à la sous-famille des Papilioninae et au genre Mimoides.

## Dénomination
Mimoides microdamas a été décrit par Hermann Burmeister en 1878 sous le nom de Papilio microdamas.
Synonyme : Eurytides microdamas.

## Description
Mimoides microdamas est un papillon marron aux ailes antérieures à apex arrondi et bord externe concave et aux ailes postérieures à bord externe festonné. Le dessus est orné d'une large bande postdiscale blanche constituée de taches ovales.

## Écologie et distribution
Mimoides microdamas présent dans le sud du Brésil, au Paraguay et en Argentine.

### Protection
Pas de statut de protection particulier.